# Meister von 1546
(Niederländischer) Meister von 1546 bezeichnet einen Maler, der vermutlich in den südlichen Niederlanden tätig war. Er erhielt seinen Notnamen nach der Jahreszahl 1546 auf seinem Bild einer Dorflandschaft. Dieses Bild ist „als rein landschaftliche Darstellung ohne erzählende Staffage, aus dieser Zeit eine Seltenheit und Ausnahme“. Der Stil ist von Joachim Patinir beeinflusst, der als einer der ersten niederländischen Künstler reine Landschaftsbilder malte.